# Pan-Amerikaans kampioenschap hockey
Het pan-Amerikaans kampioenschap hockey is een continentaal (Noord- en Zuid-Amerika) hockeytoernooi dat zowel voor mannen als voor vrouwen wordt georganiseerd. Het eerste toernooi bij de mannen vond in 2000 plaats, het eerste toernooi bij de vrouwen in 2001. De winnaars van de toernooien plaatsen zich voor het eerstvolgende wereldkampioenschap hockey.

## Mannen

### Overzicht finalewedstrijden
| Jaar | Locatie                      | Finale     | Finale   | Finale           | Om derde plaats    | Om derde plaats | Om derde plaats    |
| Jaar | Locatie                      | Winnaar    | Uitslag  | Tweede           | Derde              | Uitslag         | Vierde             |
| ---- | ---------------------------- | ---------- | -------- | ---------------- | ------------------ | --------------- | ------------------ |
| 2000 | Cuba (Havana)                | Cuba       | 2–1      | Canada           | Argentinië         | 8–0             | Chili              |
| 2004 | Canada (London)              | Argentinië | 2–1      | Canada           | Chili              | 2–1             | Trinidad en Tobago |
| 2009 | Chili (Santiago)             | Canada     | 2–1 n.v. | Verenigde Staten | Argentinië         | 4–0             | Chili              |
| 2013 | Canada (Brampton)            | Argentinië | 4–0      | Canada           | Trinidad en Tobago | 3–1             | Verenigde Staten   |
| 2017 | Verenigde Staten (Lancaster) | Argentinië | 2–0      | Canada           | Verenigde Staten   | 3–0             | Trinidad en Tobago |
| 2022 | Chili (Santiago)             | Argentinië | 5–1      | Chili            | Canada             | 3–1             | Verenigde Staten   |

### Successen per land
| Team               | Kampioen                   | Tweede                     | Derde          | Vierde         |
| ------------------ | -------------------------- | -------------------------- | -------------- | -------------- |
| Argentinië         | 4 (2004, 2013, 2017, 2022) |                            | 2 (2000, 2009) |                |
| Canada             | 1 (2009)                   | 4 (2000, 2004, 2013, 2017) | 1 (2022)       |                |
| Cuba               | 1 (2000)                   |                            |                |                |
| Verenigde Staten   |                            | 1 (2009)                   | 1 (2017)       | 2 (2013, 2022) |
| Chili              |                            | 1 (2022)                   | 1 (2004)       | 2 (2000, 2009) |
| Trinidad en Tobago |                            |                            | 1 (2013)       | 2 (2004, 2017) |

## Vrouwen

### Overzicht finalewedstrijden
| Jaar | Locatie                      | Finale                         | Finale  | Finale           | Om derde plaats  | Om derde plaats | Om derde plaats    |
| Jaar | Locatie                      | Winnaar                        | Uitslag | Tweede           | Derde            | Uitslag         | Vierde             |
| ---- | ---------------------------- | ------------------------------ | ------- | ---------------- | ---------------- | --------------- | ------------------ |
| 2001 | Jamaica (Kingston)           | Argentinië                     | 4–1     | Verenigde Staten | Canada           | 6–0             | Uruguay            |
| 2004 | Barbados (Bridgetown)        | Argentinië                     | 3–0     | Verenigde Staten | Canada           | 5–0             | Uruguay            |
| 2009 | Bermuda (Hamilton)           | Argentinië wint na strafballen | 2–2 7-6 | Verenigde Staten | Chili            | 2–1             | Trinidad en Tobago |
| 2013 | Argentinië (Mendoza)         | Argentinië                     | 1–0     | Verenigde Staten | Canada           | 2–1             | Chili              |
| 2017 | Verenigde Staten (Lancaster) | Argentinië                     | 4-1     | Chili            | Verenigde Staten | 2–1             | Canada             |
| 2022 | Chili (Santiago)             | Argentinië                     | 4-2     | Chili            | Canada           | 1–0             | Verenigde Staten   |

### Successen per land
| Team               | Kampioen                               | Tweede                     | Derde                      | Vierde         |
| ------------------ | -------------------------------------- | -------------------------- | -------------------------- | -------------- |
| Argentinië         | 6 (2001, 2004, 2009, 2013, 2017, 2022) |                            |                            |                |
| Verenigde Staten   |                                        | 4 (2001, 2004, 2009, 2013) | 1 (2017)                   | 1 (2022)       |
| Chili              |                                        | 2 (2017, 2022)             | 1 (2009)                   | 1 (2013)       |
| Canada             |                                        |                            | 4 (2001, 2004, 2013, 2022) | 1 (2017)       |
| Uruguay            |                                        |                            |                            | 2 (2001, 2004) |
| Trinidad en Tobago |                                        |                            |                            | 1 (2009)       |